# گنروکو تایهی‌کی
گنروکو تایهی‌کی، به معنی  سرگذشت صلح دوره گنروکو (به ژاپنی: 元禄太平記) نام یک مجموعه تلویزیونی تاریخی و سیزدهمین سری از فیلم‌های مجموعه تلویزیونی تایگا است. این مجموعه توسط ان‌اچ‌کی در سال ۱۹۷۵ میلادی پخش شده‌است. داستان این مجموعه در مورد زندگی شوگون پنجم توکوگاوا تسونایوشی است که نقش او توسط شینسوکه آشیدا ایفا شده‌است همچنین بعد از آکو روشی (مجموعه تلویزیونی تایگا) دومین مجموعه تایگا است که به چهل و هفت رونین پرداخته‌است.